# Bell 30

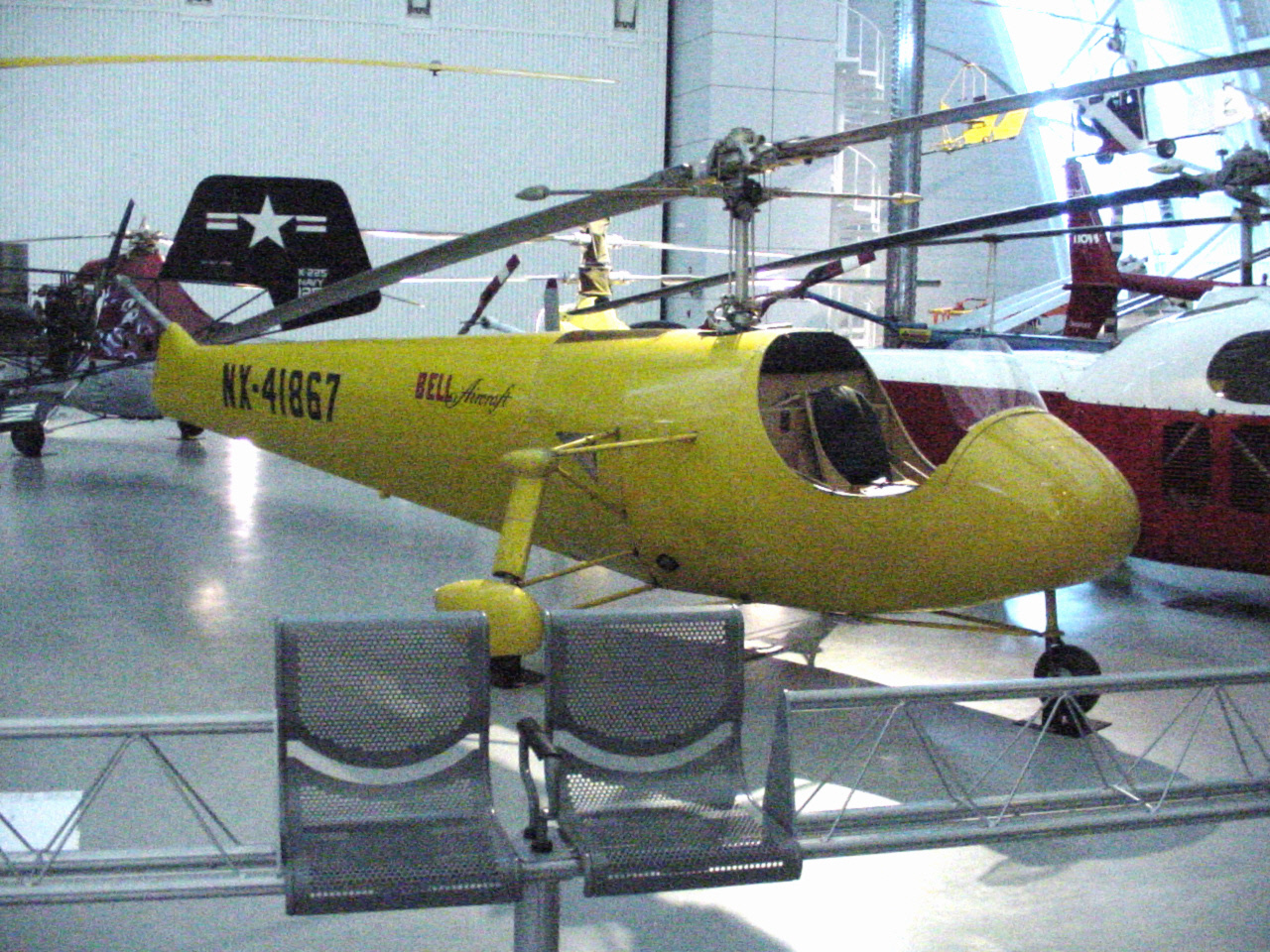
Bell Model 30 Ship 1A im Smithsonian

Der Bell Model 30 war ein Experimental-Hubschrauber des Herstellers Bell Aircraft Corporation aus den 1940er Jahren.

## Geschichte
Entwicklung und Bau der Bell 30 wurden in den Jahren 1941/42 durchgeführt, nachdem Larry Bell ein Hubschrauber-Flugmodell des amerikanischen Erfinders und Hubschrauberpioniers Arthur M. Young gesehen hatte. Innerhalb von sechs Monaten konstruierte und baute dann Young, der sich im November 1941 Bell angeschlossen hatte, den Ship 1 genannten Bell-30-Hubschrauber, wobei viele auftretende Probleme nur durch Versuch und Irrtum gelöst werden konnten. Young gilt auch als Erfinder der für viele anschließende Bellmuster charakteristischen unterhalb des Zweiblatt-Hauptrotors angeordneten Stabilisierungsstange (auch als Flybar bezeichnet), die durch eine Stabilisierung der Rotorebene die Empfindlichkeit gegenüber Querwinden und damit die Arbeitsbelastung des Piloten verringern soll.
Der erste von drei Prototypen (Ship 1) mit der Zulassung NX-41867 flog zum ersten Mal am 29. Dezember 1942 im Fesselflug. Nach einem Unfall im Januar 1943 wurde das Ship 1 wieder aufgebaut und hatte seinen ersten freien Flug am 26. Juni 1943. Bis Juli 1943 wurden Geschwindigkeiten über 100 km/h (70 mph) erreicht. Nach anderen Quellen wurde die Maschine erst danach bei einer Landung schwer beschädigt und als Ship 1A mit einem höher angebrachten Heckrotor und verbessertem Fahrwerk wieder aufgebaut. Der zweite Prototyp (Ship 2, NX-41868) erhielt ein zweisitziges geschlossenes Cockpit. 1944 wurde die erste öffentliche Vorführung in einer Zeitung (Buffalo Sunday News) angekündigt und im Juli 1944 im Buffalo Stadion durchgeführt. Anfang 1945 begannen die Arbeiten am Ship 3, das ein Vierradfahrwerk, eine modifizierte Rumpfform und anfangs ein offenes Cockpit mit besserer Sicht senkrecht nach unten erhielt. Später wurde auch erstmals eine vollverglaste Kanzel verwendet. Ship 3 flog zum ersten Mal am 20. April 1945 und war der direkte Vorgänger der Bell 47, die ihren Erstflug am 8. Dezember 1945 hatte.

## Konstruktion
Die Konstruktion des Rotors war bereits – wie bei heutigen modernen Hubschraubern üblich – mit Haupt- und Heckrotor entwickelt und verwirklicht worden. Der Rumpf war zweiteilig ausgeführt, wobei der vordere Teil aus zwei Sperrholz-Längsträgern bestand, die die Kabine und das Triebwerk trugen. Das Heck war eine Magnesiumlegierung-Halbschalenkonstruktion. 
Bei Ship 1 und 2 bestand das Fahrwerk aus zwei einfach bereiften schräg nach vorne zeigenden Auslegern und einem im Heckbereich angebrachten einzelnen Rad an einer Strebe. Die Rotorblätter wurden aus verleimtem Fichten- und Balsaholz (nach anderen Quellen war es Vollholz) mit einer Metalleinlage in der Vorderkante des Profils hergestellt. Der als Antrieb verwendete Sechszylinder-Franklin-Boxermotor war senkrecht eingebaut und trieb den Rotor über ein 1:9 untersetztes Planetengetriebe an. Der Motor wurde über ein Gebläse zwangsgekühlt, das die Kühlluft in der Nase ansaugte und über Öffnungen an beiden Rumpfseiten wieder ausblies.

## Verbleib
Der wiederaufgebaute erste Prototyp (Ship 1A) ist in einem späten Bauzustand im Smithsonian National Air and Space Museum ausgestellt.

## Technische Daten
| Kenngröße             | Daten                                                     |
| --------------------- | --------------------------------------------------------- |
| Hauptrotordurchmesser | 10,06 m                                                   |
| Heckrotordurchmesser  | 1,52 m                                                    |
| Hauptrotorkreisfläche | 79,46 m²                                                  |
| Triebwerk             | ein Franklin-Sechszylinder-Boxermotor mit 160 PS (119 kW) |